# Зиряновська сільська рада
Зиря́новська сільська рада (рос. Зыряновский сельский совет) — сільське поселення у складі Зоринського району Алтайського краю Росії.
Адміністративний центр — село Зиряновка.

## Населення
Населення — 537 осіб (2019; 711 в 2010, 898 у 2002).

## Склад
До складу сільської ради входять:
| Населений пункт   | Населення, осіб (2002) | Населення, осіб (2010) |
| ----------------- | ---------------------- | ---------------------- |
| Зиряновка, село   | 478                    | 394                    |
| Мироновка, селище | 190                    | 120                    |
| Мостовий, селище  | 230                    | 197                    |